# 'Abd Allah ibn Tahir
ʿAbd Allāh ibn Ṭāhir (in arabo ﻋﺒﺪ ﺍﺍالله ﺑﻦ ﻃﺎﻫﺮ‎?; Persia, 798 circa – Nishapur, 845) è stato un funzionario persiano.

## Biografia
Fu il terzo governatore della dinastia Tahiride a regnare sul Khorasan, dopo Ṭāhir b. ʿAbd Allāh (il fondatore) e Ṭalḥa ibn Ṭāhir, e probabilmente il più celebre di essi. Regnò dall'828, anno in cui suo fratello morì, sino alla sua morte.
Impegnato fin dall'inizio in lotte, giunse a Nishapur solo nell'830: nel frattempo il governo venne affidato temporaneamente a un suo fratello. Durante il suo regno ospitò il poeta Abū Tammām. Alla sua morte gli succedette suo figlio, Ṭāhir b. ʿAbd Allāh.